# Acrylate d'isobutyle
L'acrylate d'isobutyle est un composé chimique de formule CH2=CHCOOCH2CH(CH3)2. C'est l'ester d'acide acrylique CH2=CHCOOH et d'isobutanol (CH3)2CHCH2OH. Il se présente comme un liquide inflammable incolore légèrement soluble dans l'eau et faiblement volatil dont les vapeurs sont susceptibles de former des mélanges explosifs avec l'air au-dessus du point d'éclair, voire dès la température ambiante. Il tend à polymériser et est généralement stabilisé au 4-méthoxyphénol. Il se décompose sous l'effet de la chaleur en libérant des gaz arritants.
L'acrylate d'isobutyle peut être obtenu par estérification directe de l'acide acrylique par l'alcool isobutylique :
CH2=CHCOOH + (CH3)2CHCH2OH ⟶ CH2=CHCOOCH2CH(CH3)2 + H2O.
L'acrylate d'isobutyle est utilisé dans les formulations de peintures, d'adhésifs et de polyéthylènes. Sa température de transition vitreuse et son degré de ramification plus élevés que ceux de l'acrylate de butyle améliorent par exemple la résistance à l'eau des peintures qui utilisent ce monomère.